# Electronic Arts
Electronic Arts Inc. (EA), även känt som EA Games, är ett amerikanskt multinationellt företag som utvecklar och publicerar dator- och TV-spel. Företaget grundades 1982 av Trip Hawkins. Företaget hette ursprungligen Amazin' Software (de bytte namn senare samma år), och deras ursprungliga tagline var "We see farther". De startade som utgivare men började i slutet av 80-talet producera egna spel till hemdatorer och deras första egenutvecklade spel, Skate or Die släpptes 1987 till dåtidens hemdatorer. I början på 90-talet började de även släppa spel till konsoler. De är idag en av världens största spelutgivare. De har gett ut spel som The Sims och liknande spel som The Sims Historier, Spore, Mysims, SimAnimals, SimCity-spelen, Command & Conquer–serien, Harry Potter-serien, Battlefield–serien, Crysis–serien, Dragon Age–serien, Need for Speed, Burnout- och Battlefield-spelen med mera. Under namnet EA Sports publicerar företaget sportrelaterade spelserier som FIFA Football och NHL-serien.

## Produkter i urval

### Spel
- Apex Legends
- Budokan: The Martial Spirit
- Burnout–serien
- Dead Space–serien
- FC–serien (Tidigare FIFA)
- Fight Night–serien
- James Bond–serien
- LHX Attack Chopper
- Madden NFL–serien
- Mass Effect–serien
- Medal of Honor–serien
- NBA Live–serien
- Need for Speed–serien
- NHL–serien
- Plants vs. Zombies–serien
- Road Rash–serien
- Rock Band–serien
- Simcity–serien
- The Simpsons–serien
- The Sims–serien
- Skitchin'
- SSX–serien
- Star Wars–serien
- Strike–serien

### Övrigt
- Origin

## Spelstudior
Företaget har köpt upp flera spelutvecklare såsom Origin Systems, Bullfrog Productions, Maxis, Westwood Studios, Danger Close, Mythic Entertainment, Digital Illusions CE (DICE), Popcap Games och Respawn Entertainment.
Den 11 november 2020 meddelades det att konkurrenten Take-Two Interactive skulle köpa den brittiska spelutvecklaren Codemasters för 994 miljoner amerikanska dollar. Affären beräknades slutföras i början av 2021. Den 14 december meddelades dock att EA hade kapat affären och de skulle köpa Codemasters för 1,2 miljarder dollar.

## Kritik mot företaget
EA har fått mycket kritik bland annat för att de publicerar spel som inte är färdiga och på grund av att de använder DRM. Därför har EA blivit tilldelad titeln "Worst Company in America", eller det så kallade "Golden Poo", två år i rad av webbplatsen The Consumerist. Detta har inte hänt något annat företag i Amerika.